# 海达马茨凯

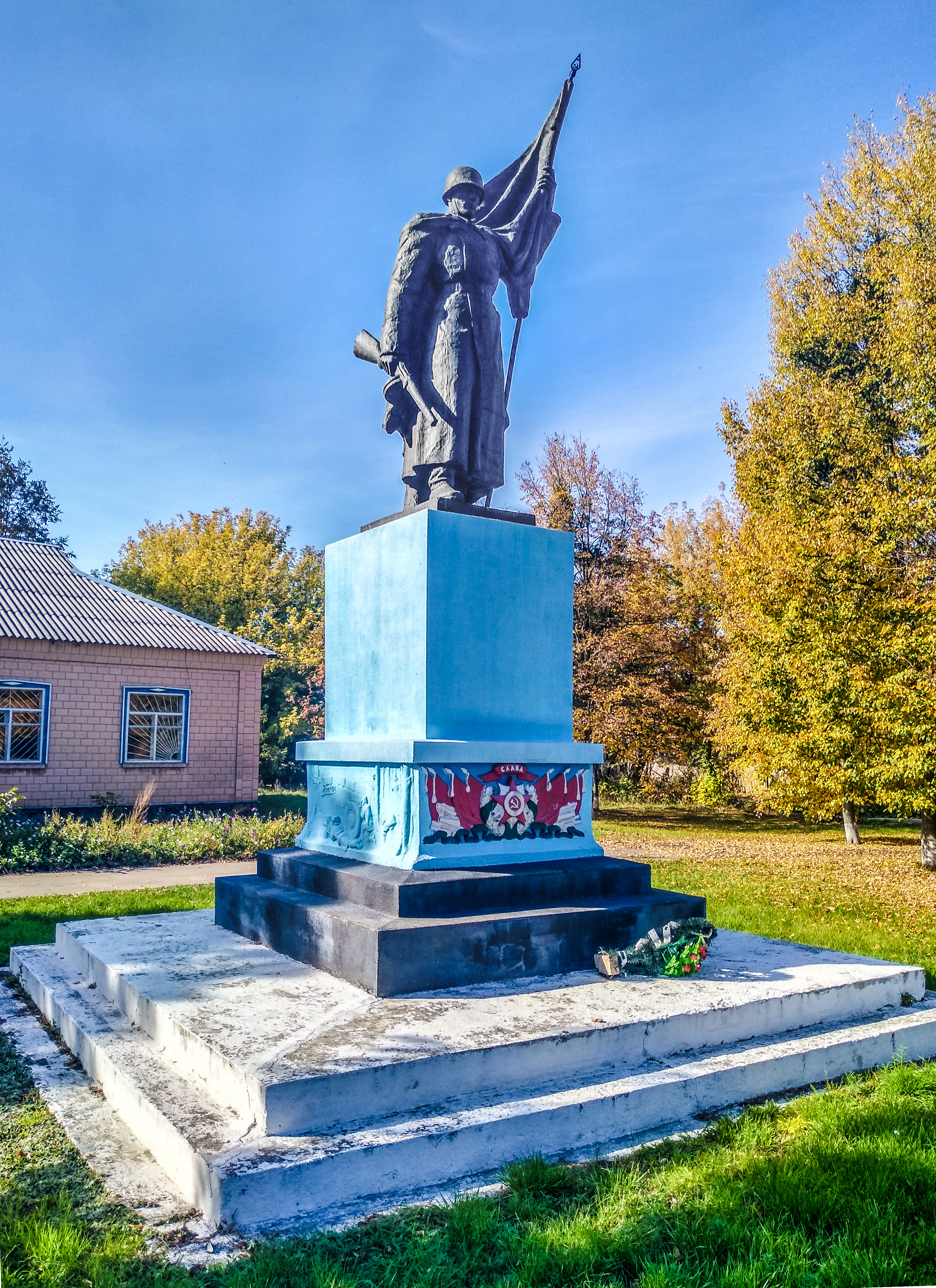
苏联战士纪念碑

海达马茨凯（烏克蘭語：Гайдамацьке），2024年9月前称为伊丽莎白赫拉德卡，是烏克蘭中部基洛夫格勒州克罗皮夫尼茨基区亚历山德里夫卡市镇的鎮。處於亞歷山德里夫卡東南面30公里和基洛沃格勒以北38公里的因胡莱茨河畔，2014年人口1,275。
2024年9月19日，乌克兰最高拉达将此镇的名字改为海达马茨凯。